# Blaison-Saint-Sulpice
Pour les articles homonymes, voir Blaison (homonymie).
Blaison-Saint-Sulpice est une commune française située dans le département de Maine-et-Loire, en région Pays de la Loire.
Elle a été créée sous le statut de commune nouvelle  le 1er janvier 2016 par le regroupement des anciennes communes de Blaison-Gohier et de Saint-Sulpice, qui deviennent ses communes déléguées. Son chef-lieu est fixé à Blaison-Gohier,.

## Géographie

### Localisation
Blaison-Saint-Sulpice est à 20 km au sud-est d'Angers.

### Communes limitrophes
Les communes limitrophes sont  Brissac Loire Aubance et Loire-Authion.
|                       | Loire-Authion         |
|                       | Blaison-Saint-Sulpice |
| Brissac Loire Aubance |                       |

### Hydrographie
La rive gauche de la Loire borde le nord de la commune.

### Climat
Le climat qui caractérise la commune est qualifié, en 2010, de « climat océanique dégradé des plaines du Centre et du Nord », selon la typologie des climats de la France qui compte alors huit grands types de climats en métropole. En 2020, la commune ressortit au type « climat océanique altéré » dans la classification établie par Météo-France, qui ne compte désormais, en première approche, que cinq grands types de climats en métropole. Il s’agit d’une zone de transition entre le climat océanique, le climat de montagne et le climat semi-continental. Les écarts de température entre hiver et été augmentent avec l'éloignement de la mer. La pluviométrie est plus faible qu'en bord de mer, sauf aux abords des reliefs.
Les paramètres climatiques qui ont permis d’établir la typologie de 2010 comportent six variables pour les températures et huit pour les précipitations, dont les valeurs correspondent à la normale 1971-2000. Les sept principales variables caractérisant la commune sont présentées dans l'encadré ci-après.
| Paramètres climatiques communaux sur la période 1971-2000 - Moyenne annuelle de température : 11,9 °C - Nombre de jours avec une température inférieure à −5 °C : 2,6 j - Nombre de jours avec une température supérieure à 30 °C : 5,6 j - Amplitude thermique annuelle : 14,3 °C - Cumuls annuels de précipitation : 619 mm - Nombre de jours de précipitation en janvier : 10,9 j - Nombre de jours de précipitation en juillet : 5,8 j |

Avec le changement climatique, ces variables ont évolué. Une étude réalisée en 2014 par la direction générale de l'Énergie et du Climat complétée par des études régionales prévoit en effet que la  température moyenne devrait croître et la pluviométrie moyenne baisser, avec toutefois de fortes variations régionales. La station météorologique de Météo-France installée sur la commune et en service de 1992 à 2020 permet de connaître l'évolution des indicateurs météorologiques. Le tableau détaillé pour la période 1981-2010 est présenté ci-après.
| Mois                                  | jan.           | fév.           | mars          | avril         | mai          | juin        | jui.          | août         | sep.         | oct.          | nov.            | déc.           | année    |
| ------------------------------------- | -------------- | -------------- | ------------- | ------------- | ------------ | ----------- | ------------- | ------------ | ------------ | ------------- | --------------- | -------------- | -------- |
| Température minimale moyenne (°C)     | 3              | 3,1            | 4,6           | 6,4           | 10           | 12,7        | 14,3          | 14,3         | 11,3         | 9,2           | 5,6             | 3              | 8,2      |
| Température moyenne (°C)              | 5,8            | 6,6            | 9             | 11,4          | 15,1         | 18,6        | 20,2          | 20,2         | 16,7         | 13,3          | 8,7             | 5,8            | 12,6     |
| Température maximale moyenne (°C)     | 8,5            | 10,1           | 13,4          | 16,5          | 20,3         | 24,5        | 26,1          | 26,1         | 22,2         | 17,3          | 11,9            | 8,5            | 17,2     |
| Record de froid (°C) date du record   | −12 02.01.1997 | −10,5 12.02.12 | −10 01.03.05  | −2,5 10.04.03 | 0,5 06.05.19 | 4 01.06.06  | 7 12.07.00    | 6 28.08.1998 | 3,5 30.09.18 | −3 30.10.1997 | −7,5 21.11.1993 | −10 30.12.1996 | −12 1997 |
| Record de chaleur (°C) date du record | 17 24.01.16    | 22 27.02.19    | 25,5 19.03.05 | 29,5 20.04.18 | 32 26.05.17  | 39 29.06.19 | 39,5 23.07.19 | 40 10.08.03  | 36 14.09.20  | 31 03.10.11   | 22,5 08.11.15   | 18,5 07.12.00  | 40 2003  |
| Précipitations (mm)                   | 64             | 50             | 47,3          | 56,4          | 53,6         | 35,4        | 47,1          | 45,2         | 60           | 71,8          | 68              | 71,5           | 670,3    |

## Urbanisme

### Typologie
Au 1er janvier 2024, Blaison-Saint-Sulpice est catégorisée commune rurale à habitat dispersé, selon la nouvelle grille communale de densité à sept niveaux définie par l'Insee en 2022.
Elle est située hors unité urbaine. Par ailleurs la commune fait partie de l'aire d'attraction d'Angers, dont elle est une commune de la couronne,. Cette aire, qui regroupe 81 communes, est catégorisée dans les aires de 200 000 à moins de 700 000 habitants,.

## Toponymie
Il convient de se reporter aux articles consacrés aux anciennes communes fusionnées.

## Histoire
Il convient de se reporter aux articles consacrés aux anciennes communes fusionnées.
La commune de Blaison-Saint-Sulpice est créée le 1er janvier 2016 par la réunion de Blaison-Gohier et Saint-Sulpice,.

## Politique et administration

### Rattachements administratifs et électoraux
La commune nouvelle se trouve dans l'arrondissement d'Angers du département de Maine-et-Loire.
Pour les élections départementales, la commune fait partie du canton des Ponts-de-Cé
Pour l'élection des députés, elle fait partie de la deuxième circonscription de Maine-et-Loire.

### Intercommunalité
Blaison-Saint-Sulpice était membre à sa création, comme ses anciennes communes, de la communauté de communes Loire Aubance, un établissement public de coopération intercommunale (EPCI) à fiscalité propre créé en 2015 et auquel la commune avait transféré un certain nombre de ses compétences, dans les conditions déterminées par le code général des collectivités territoriales.
Dans le cadre des dispositions de la loi portant nouvelle organisation territoriale de la République du 7 août 2015, qui prévoit que les établissements publics de coopération intercommunale (EPCI) à fiscalité propre doivent avoir un minimum de 15 000 habitants, cette intercommunalité a fusionné avec ses voisines pour former, le 1er janvier 2017, la communauté de communes Loire Layon Aubance, dont est désormais membre la commune.

### Liste des maires
| Période        | Période                       | Identité                | Étiquette | Qualité                                                   |
| -------------- | ----------------------------- | ----------------------- | --------- | --------------------------------------------------------- |
| 2016           | mai 2019                      | M. Dominique Ozange     |           | Démissionnaire                                            |
| mai 2019       | septembre 2023                | Jean-Claude Legendre    |           | Maire délégué de Saint-Sulpice Démissionnaire             |
| septembre 2023 | En cours (au 21 janvier 2024) | Carole Jouin Legagneux, |           | Profession intermédiaire de la santé et du travail social |

À la suite de l'élection de Carole Jouin-Legagneux comme maire en septembre 2023, celle-ci est également maire déléguée de Blaison-Gohier et Fanny Soares maire déléguée de Saint-Sulpice.

## Population et société

### Démographie
La population des anciennes communes puis de la commune nouvelle est connue par les recensements menés régulièrement par l'Insee. Ces chiffres concernent le territoire de l'actuelle commune nouvelle.
En 2025, la commune nouvelle comptait 1 317 habitants.
| 1968 | 1975 | 1982 | 1990  | 1999  | 2009  | 2014  | 2020  |
| ---- | ---- | ---- | ----- | ----- | ----- | ----- | ----- |
| 840  | 803  | 962  | 1 033 | 1 131 | 1 275 | 1 236 | 1 302 |

## Économie
Il convient de se reporter aux articles consacrés aux anciennes communes fusionnées.

## Culture locale et patrimoine
Il convient de se reporter aux articles consacrés aux anciennes communes fusionnées.

## Pour approfondir